# Hörstel
Hörstel is een stad en gemeente in de Duitse deelstaat Noordrijn-Westfalen, gelegen in de Kreis Steinfurt. De gemeente telt 20.335 inwoners (31 december 2020) op een oppervlakte van 107,54 km². De bevolking van de gemeente staat als devoot rooms-katholiek bekend.

## Indeling van de gemeente

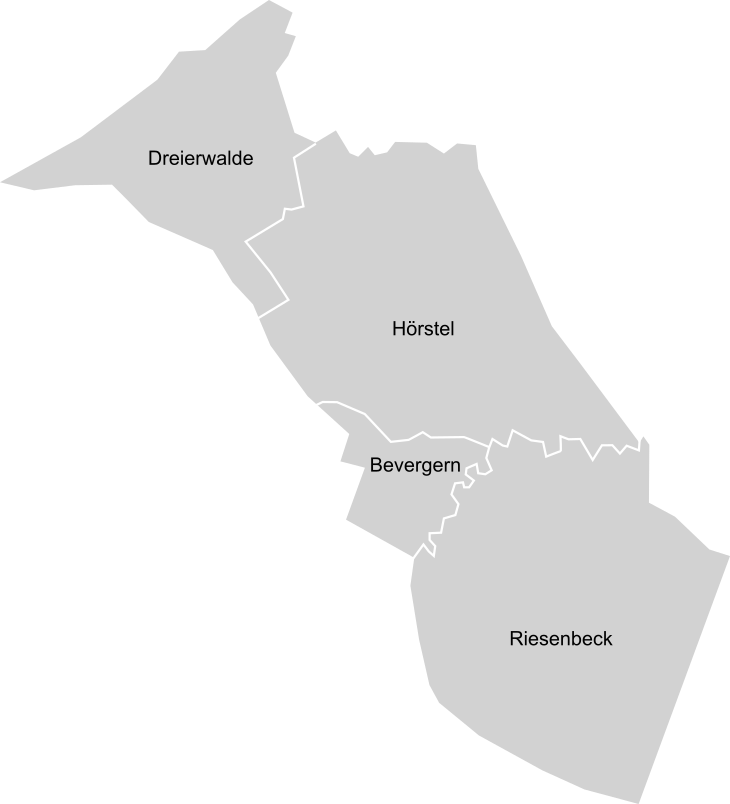
Stadsdelen van Hörstel

De gemeente bestaat uit vier Stadtteile en enige daaronder ressorterende gehuchten (Bauerschaften):
- Hörstel, waar de burgerlijke stand en nog enige andere afdelingen van het gemeentebestuur zetelen (7.499 inwoners per 31 december 2019)
- het stadje Bevergern (eind 2019 4.336 inw.)
- Riesenbeck (6.507 inwoners per 31 december 2019), aan de zuidkant van het Dortmund-Eemskanaal, zetel van de meeste afdelingen van het gemeentebestuur (twee locaties)
- Dreierwalde (2.782 inwoners per 31 december 2019)
- Gravenhorst, een onder Hörstel ressorterend gehucht, aan de oostrand van die plaats
- Birgte, een onder Riesenbeck ressorterend gehucht (oostwaarts richting Tecklenburg)
- Ostenwalde, een onder Hörstel ressorterend gehucht (noordwaarts richting Hopsten)

Totaal aantal inwoners per 31 december 2019: 21.124. Aantallen zijn inclusief tweede-woningbezitters. Bron: website gemeente Hörstel.

## Ligging, verkeer, vervoer
De gemeente ligt tussen de steden Rheine en Osnabrück aan de uiterste zuidwestpunt van het Teutoburger Woud. De westelijke uitlopers van het Teutoburger Woud, waaronder de 95 m hoge Huckberg, die door het Mittellandkanaal (MLK) van de rest van de kam wordt afgesneden, en de 115 m hoge Bergeshöveder Berg, behoren tot de gemeente.

### Buurgemeenten
| Aangrenzende gemeenten | Aangrenzende gemeenten | Aangrenzende gemeenten | Aangrenzende gemeenten | Aangrenzende gemeenten |
| ---------------------- | ---------------------- | ---------------------- | ---------------------- | ---------------------- |
| Spelle 11 km           |                        | Schapen 11 km          |                        | Hopsten 7 km           |
|                        |                        |                        |                        |                        |
| Rheine 10 km           | Ibbenbüren 9 km        |                        |                        |                        |
|                        |                        |                        |                        |                        |
| Emsdetten 14 km        |                        | Saerbeck 15 km         |                        |                        |

### Wegverkeer
Iets ten zuidoosten van Hörstel en 4 km ten noordwesten van Riesenbeck is afrit 10 van de Autobahn A30 Amsterdam-Osnabrück. Vanuit het westen kan men voor de plaats Hörstel zelf beter al afrit 9 (Rheine Kanalhafen) nemen, vanwaar een secundaire weg van 2 km naar het centrum van Hörstel leidt. Ook de voormalige en tot regionale weg gedegradeerde Bundesstraße 65 leidt van west naar oost door de gemeente.

### Openbaar vervoer
Aan de spoorlijn Amsterdam-Berlijn heeft Hörstel een station, waar stoptreinen Rheine-Osnabrück v.v. stoppen.
Twee stations in het uiterste noorden van het gemeentegebied, Hörstel-Ostenwalde en Uthuisen aan de kleine Tecklenburger Nordbahn dienen uitsluitend het goederenvervoer.
Het busverkeer binnen de gemeente is beperkt tot enkele taxibusjes. De vier grootste plaatsen zijn per streekbus bereikbaar: Dreierwalde ligt aan een buslijn Rheine-Hopsten v.v.. Van Ibbenbüren rijdt een bus naar Riesenbeck en Bevergern v.v.. In de spitsuren rijden extra bussen. 

### Scheepvaart
Bekend is de gemeente om het zgn. Nasse Dreieck. Hier komt het Mittellandkanaal (MLK) vanuit het oosten uit in het van noordwest naar zuidoost lopende Dortmund-Eemskanaal (DEK). Vanaf de heuvels van het Teutoburger Woud kan de wandelaar van een fraai uitzicht over dit scheepvaartknooppunt genieten. Juist over de grens met Ibbenbüren bevindt zich aan het MLK de binnenhaven Uffeln.

### Vliegverkeer
De Flughafen Münster-Osnabrück ligt slechts ongeveer 25 km ten zuid-zuidoosten van Hörstel.

## Economie
De gemeente heeft enige bedrijventerreinen, o.a langs het DEK tussen Riesenbeck en Birgte, voor gevarieerd midden- en kleinbedrijf alsmede distributiecentra, vrachtwagenbedrijven e.d. De gemeente participeert in de verdere ontwikkeling van het aan het MLK in Uffeln, gemeente Ibbenbüren, gelegen grote bedrijventerrein. Dit industrieterrein ligt direct ten noorden van de gemeentegrens bij een apart goederenspoorlijntje naar en een binnenhaven aan dit kanaal.
Te Riesenbeck staat een kleine fabriek, die sinds 1888 ploegijzers maakt. Zo'n ploegijzer was ook afgebeeld in het Riesenbecker dorpswapen; in het gemeentewapen van de fusiegemeente Hörstel is dit rechtsboven nog aanwezig.
Hörstel kreeg in 1932 een eigen ziekenhuis. Tegenwoordig is in de gebouwen daarvan een belangrijke psychiatrische kliniek gevestigd, gespecialiseerd in verpleging en behandeling van mensen met drugs- en andere verslavingen.
De landbouw is nog steeds een niet te verwaarlozen economische factor voor de economie van Hörstel.

## Geschiedenis
Gemeentewapens voor 1975:

Bevergern
Dreierwalde
Hörstel
Riesenbeck

### Bevergern en Dreierwalde
In 1123 wordt Bevergern, in 1498 Dreierwalde, voor het eerst in een document genoemd. Bevergern kreeg van de graaf van Tecklenburg in 1366 stadsrechten en ontwikkelde zich rondom een strategisch gunstig op een heuvel gebouwd, vaak omstreden, middeleeuws kasteel, dat meestentijds in handen was van de prinsbisschoppen van Münster of het na de Reformatie protestants geworden Graafschap Tecklenburg, waarvan zich het Graafschap Lingen afsplitste.  Kasteel Bevergern is een van de plaatsen, waar na de mislukte Wederdopersbeweging in Münster  in 1535-1536 de leider van deze groep, Jan van Leiden voor zijn executie enige tijd gevangen zou hebben gezeten. Dreierwalde bleef tot ca. 1900 een overwegend agrarisch dorp.
Bevergern en Dreierwalde behoren tot de vele plaatsen in Duitsland, waarvoor de 17e eeuw een rampzalige tijd was. Eerst was er vooral in Dreierwalde oorlogschade door de Dertigjarige Oorlog (1618-1648), die zeker in Bevergern niet van de "Nederlandse" Tachtigjarige Oorlog te scheiden valt. Bevergern lag namelijk op de grens van het in die tijd protestants gezinde, vaak door het Huis van Oranje bestuurde zuidelijke deel van het Graafschap Lingen met het katholieke Prinsbisdom Münster. De Nederlanders hadden het kasteel van 1634 tot 1652 in bezit. Bij de Vrede van Münster (1648) behoorde Bevergern tot het aan het Prinsbisdom Münster toegewezen gebied; vanwege het strategische belang bleef de Republiek der Verenigde Nederlanden het echter bezet houden. Met een krijgslist wisten de Munstersen het in 1652 echter alsnog te veroveren, zij het, dat men de Nederlandse bezetting vrije aftocht naar Lingen moest toestaan. In 1659 betaalde de prinsbisschop  de prins van Oranje 120.000 Taler in ruil voor diens belofte, definitief af te zien van pogingen om Bevergern in te nemen.  In 1658 werd Bevergern door een stadsbrand bijna geheel verwoest. De prinsbisschop van Münster liet het kasteel, uit vrees voor een na diens militaire nederlagen van 1674 dreigende herovering door de Nederlanders, in  maart 1680 opblazen. Brokstukken van de muren zijn voor diverse kerkgebouwen in de omgeving hergebruikt. 
Na 1700 volgde, mede door verlies van bestuurlijke zelfstandigheid, economische teruggang. In 1803 kwam Bevergern bij het Koninkrijk Pruisen. Enig economisch herstel volgde op de aanleg van de beide grote kanalen, het DEK (1899) en het MLK (1915). Dreierwalde werd in 1930 bij de gemeente Riesenbeck, en in 1975 samen met die plaats bij Hörstel gevoegd. Begin april 1945, aan het eind van de Tweede Wereldoorlog, hadden de geallieerden vier dagen nodig om Bevergern te veroveren; de Duitsers hadden dit bemoeilijkt door de kanaalbruggen op te blazen.
Officieel is Bevergern, sinds het bij Hörstel behoort, geen stad meer. De stadsrechten werden geacht, toen het gemeentebestuur zich te Hörstel vestigde, op die plaats te zijn overgegaan. Bevergern had een bever in zijn stadswapen; in het gemeentewapen van de fusiegemeente Hörstel is dit onderin nog aanwezig.

### Riesenbeck
In 965 werd het vlak ten noordoosten van Riesenbeck gelegen  Bergeshövede, en in 1074 werd Riesenbeck (Risenbeke) zelf voor het eerst in een document vermeld. In 1236 verwierf  graaf Otto I van Tecklenburg  Riesenbeck voor zijn Graafschap Tecklenburg. Daarna werd de plaats met name in de 16e en 17e eeuw, evenals Bevergern, een speelbal tussen dit graafschap en het Prinsbisdom Münster, om in 1803 Pruisisch te worden. In 1900 werd Riesenbeck een zelfstandige gemeente. In 1959 kreeg het een eigen gemeentehuis. In 1975 werd Riesenbeck met Bevergern bij Hörstel gevoegd.

### Hörstel
Tot 1900 was Hörstel een vrij onbeduidend boerendorp en een Bauerschaft, gehucht, van Riesenbeck. Door de aanleg van de kanalen raakte het van Riesenbeck gescheiden. De ontwikkeling van Hörstel werd al eerder bevorderd door de ingebruikname (1856) van de spoorlijn Amsterdam-Berlijn en het station aan die lijn. De plaats groeide na de Tweede Wereldoorlog voorspoedig en werd in 1975 "hoofdstad" van de nieuwe gemeente Hörstel. Het nam ook formeel de stadsrechten van Bevergern over.

## Religieuze bijzonderheden en bezienswaardigheden

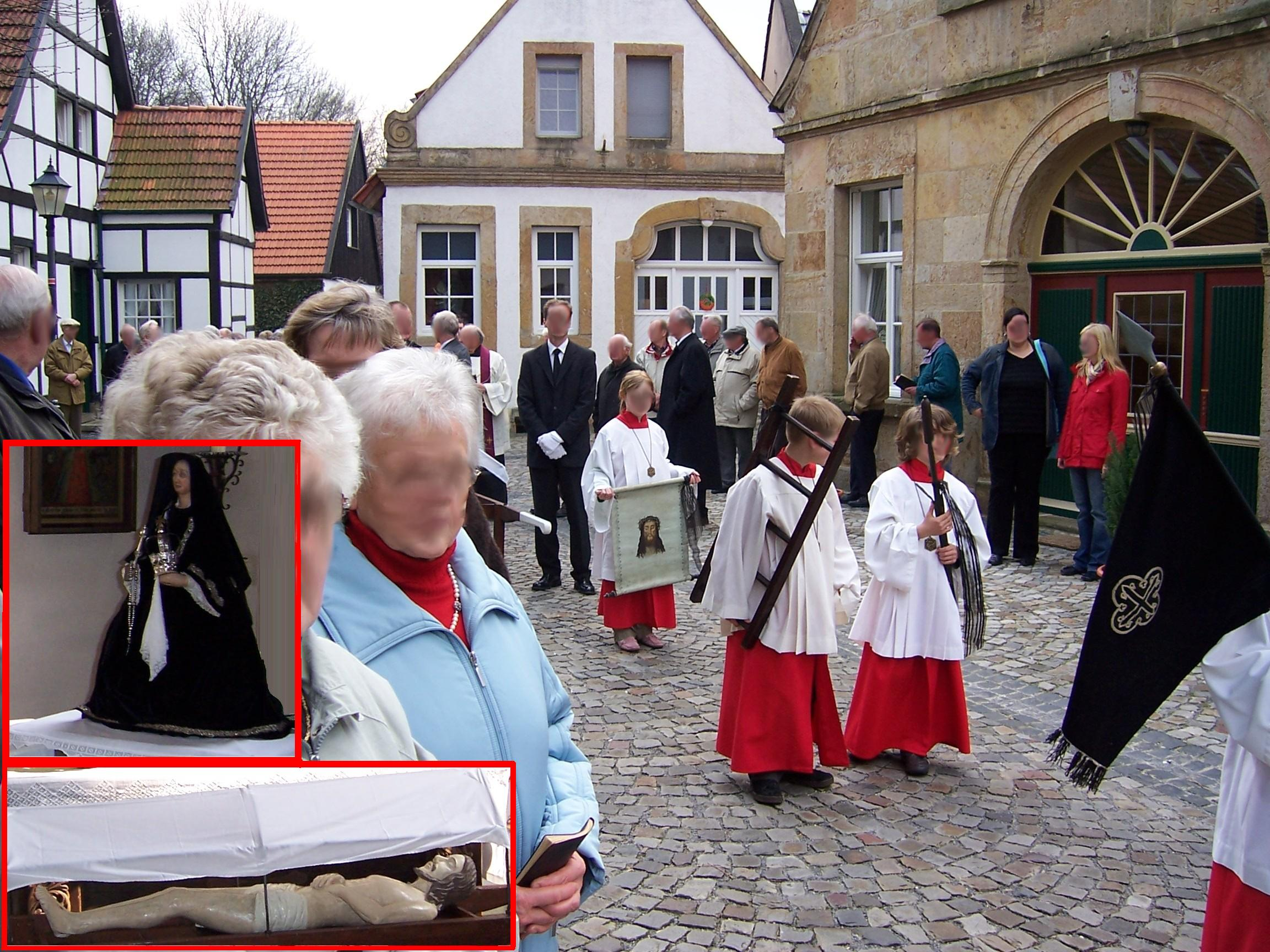
Bevergern, Goede Vrijdag-processie
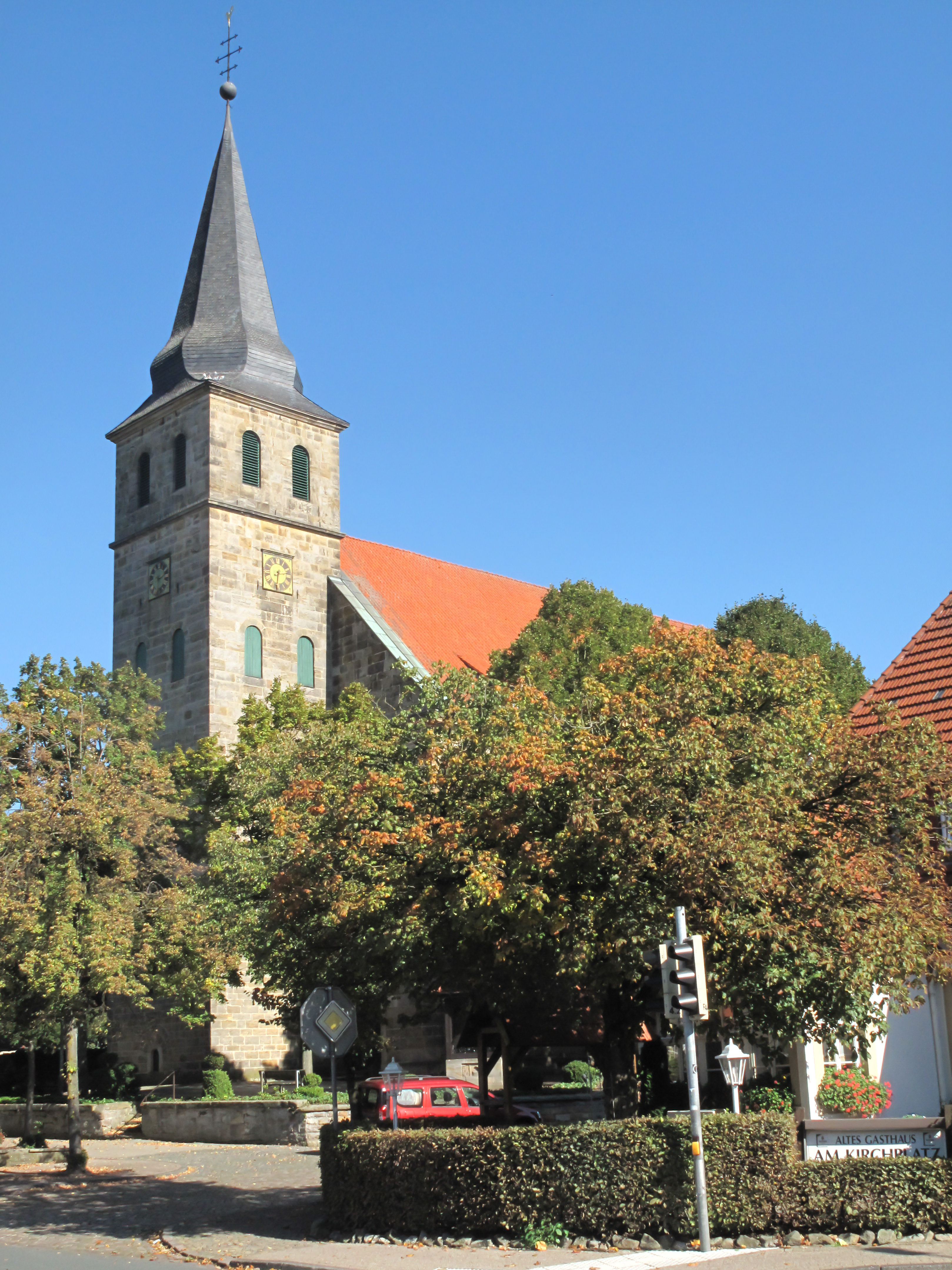
Riesenbeck, St. Calixtuskerk
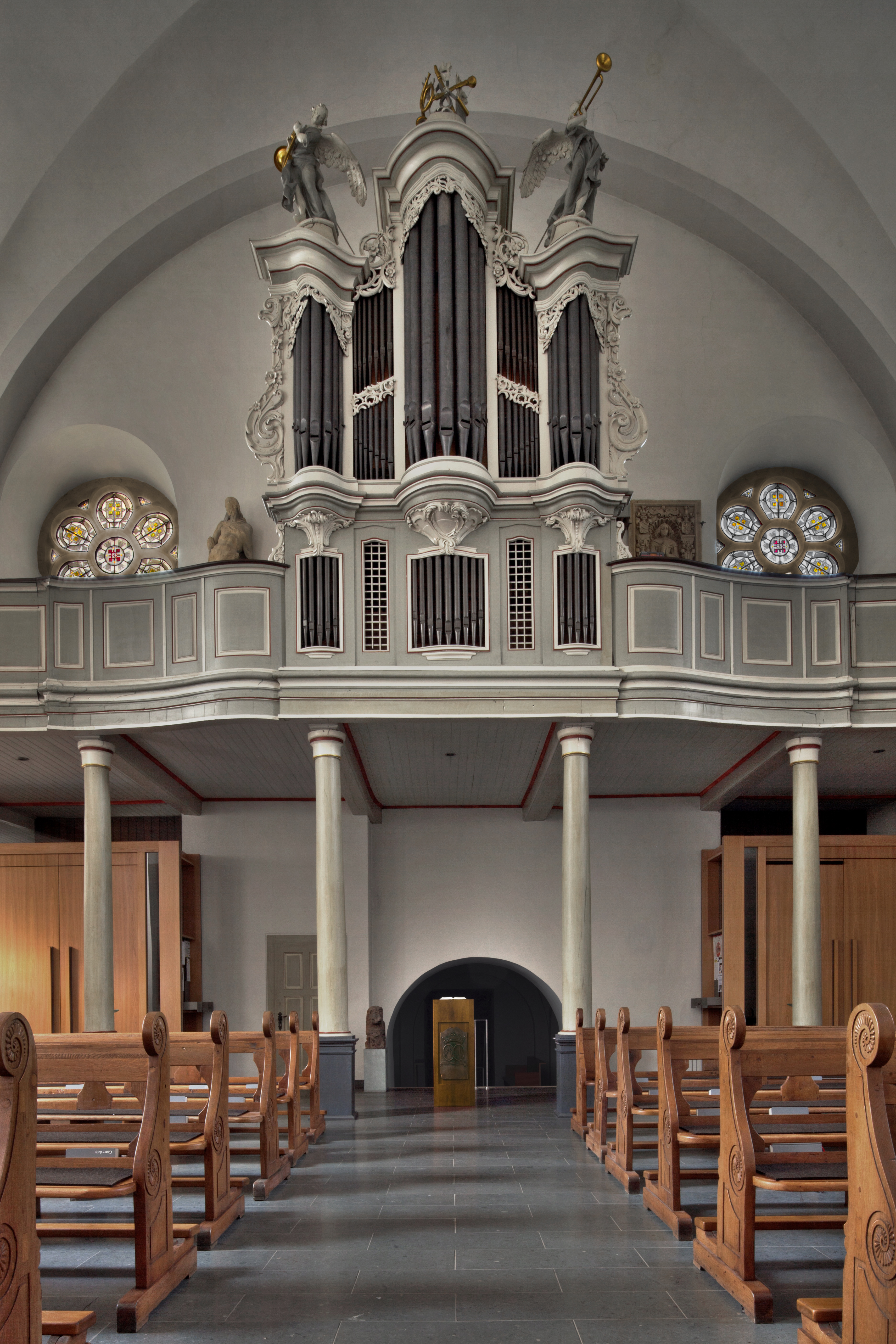
Het orgel in deze kerk
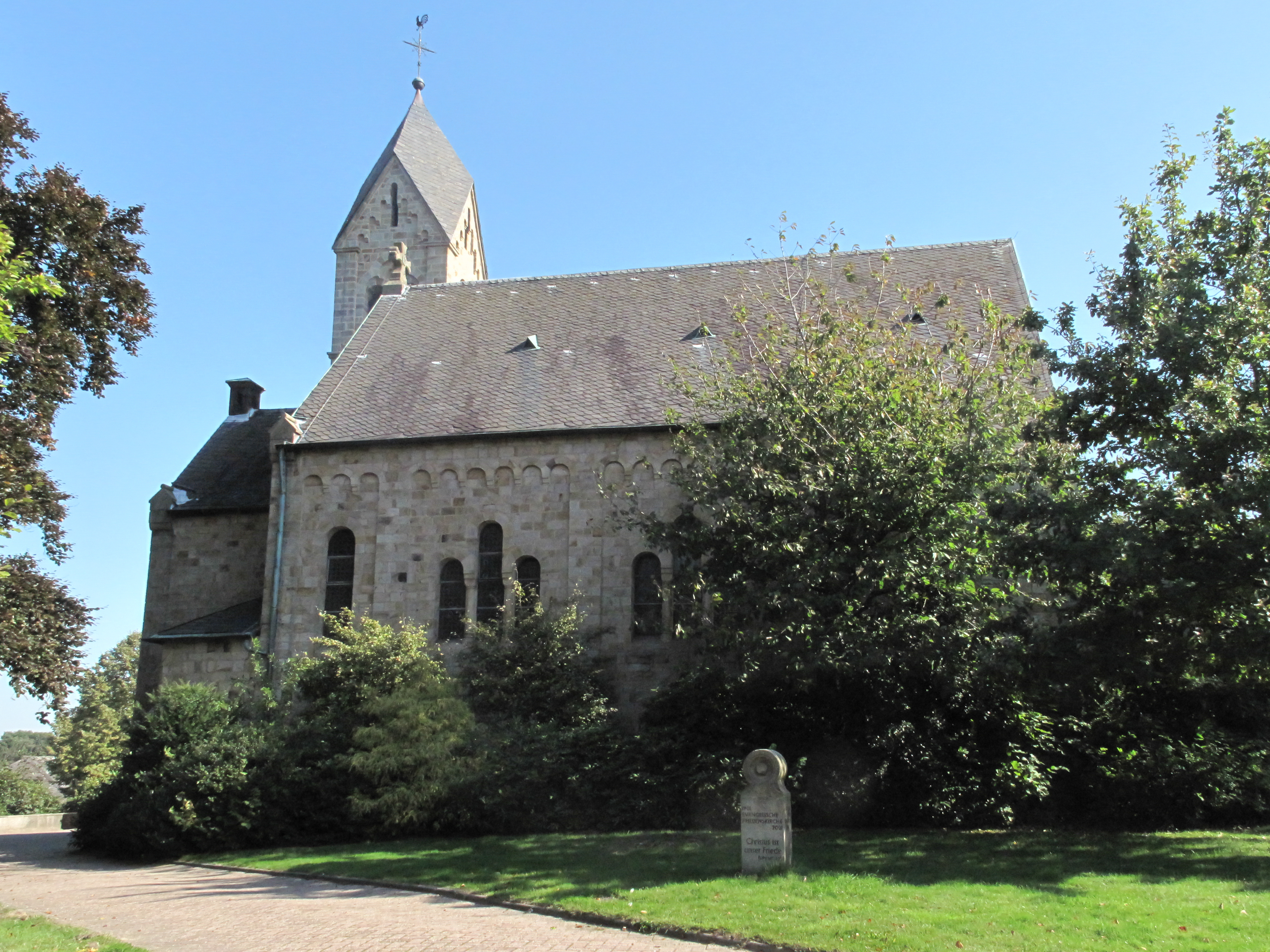
Hörstel, Friedenskirche
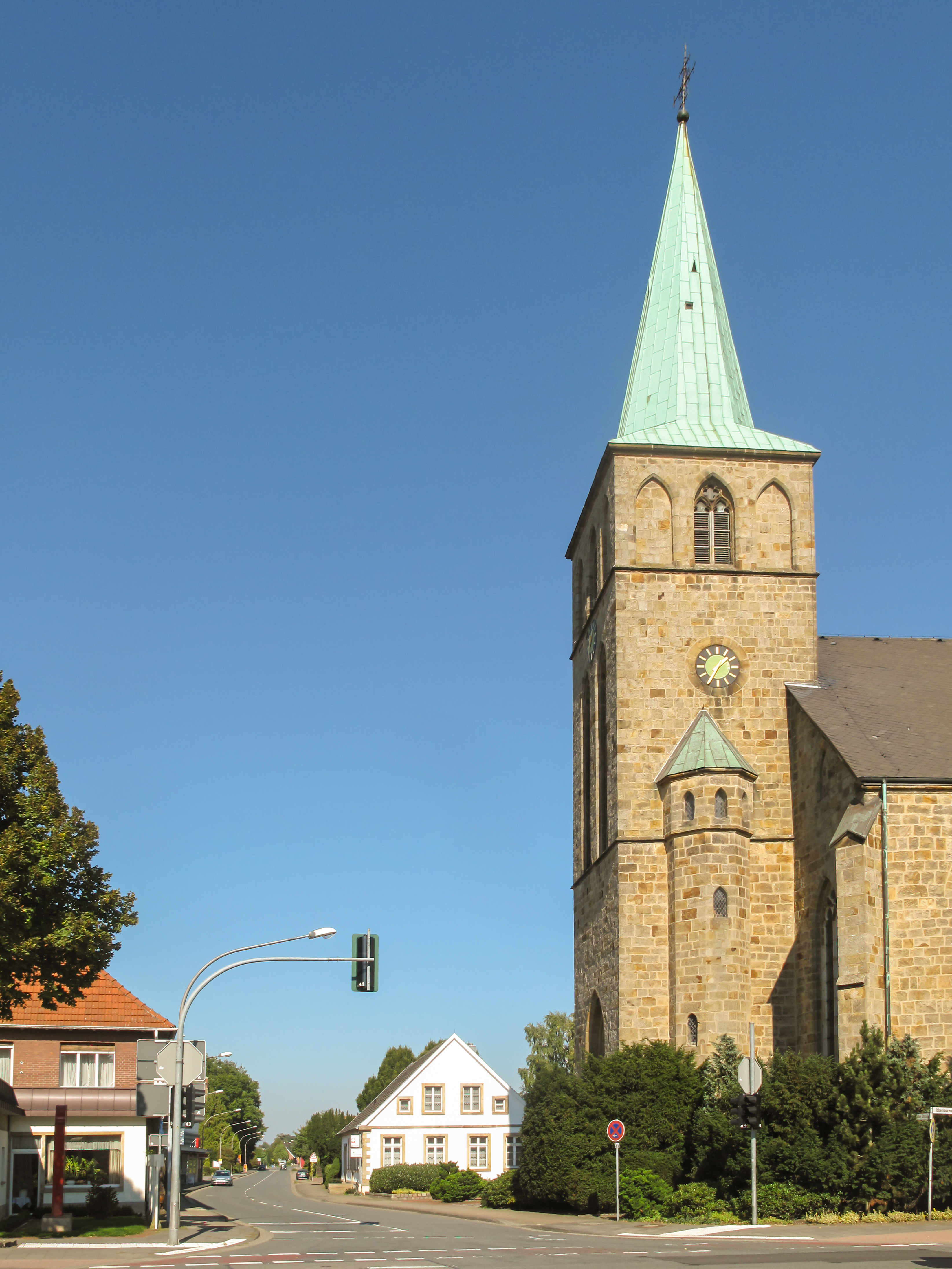
St. Antoniuskerk, Hörstel
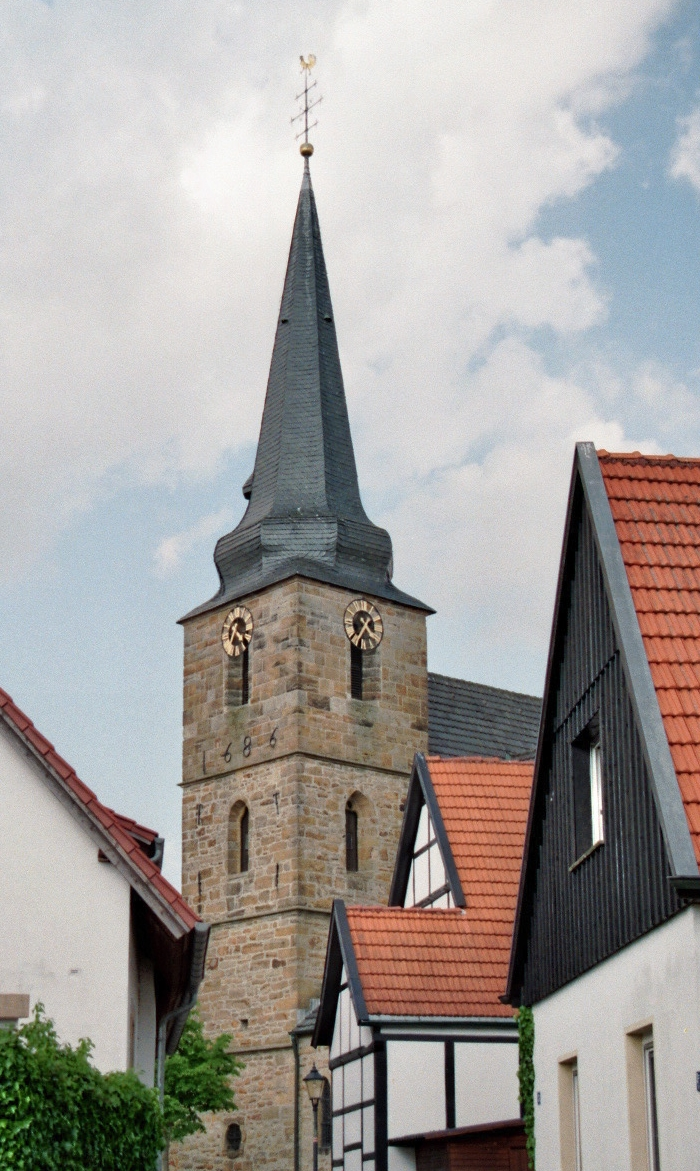
Bevergern, toren Mariakerk
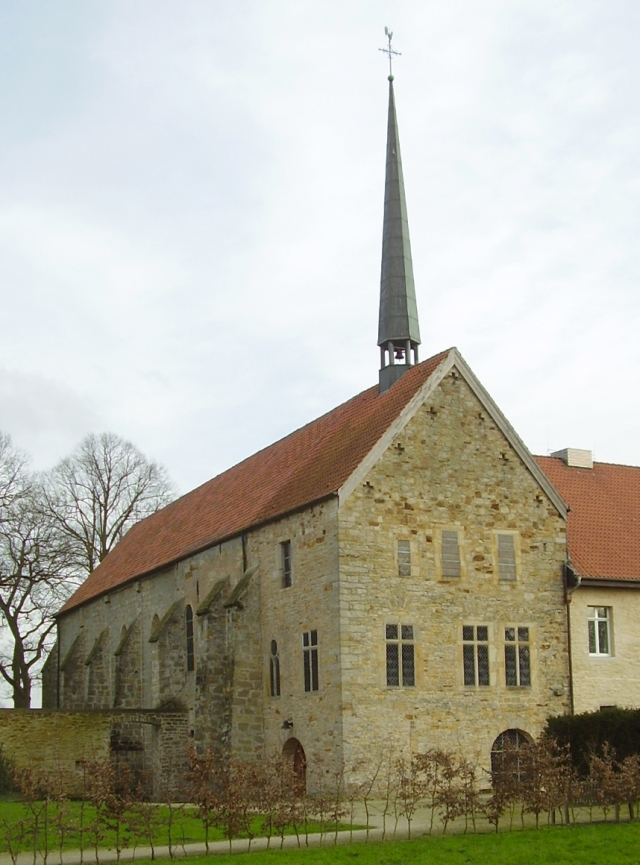
Kerk van klooster Gravenhorst
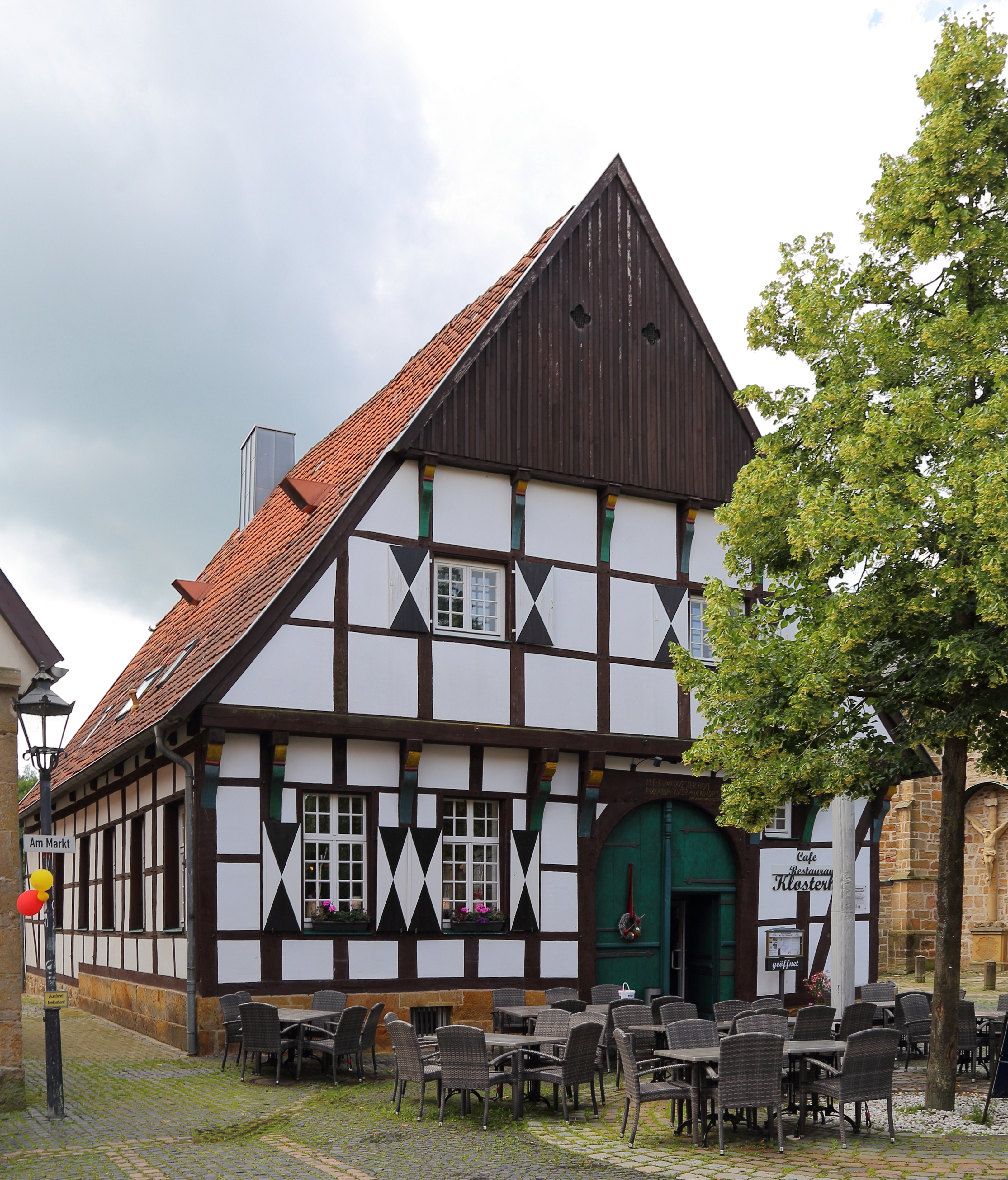
Klosterhof, voormalig refugiehuis van klooster Gravenhorst
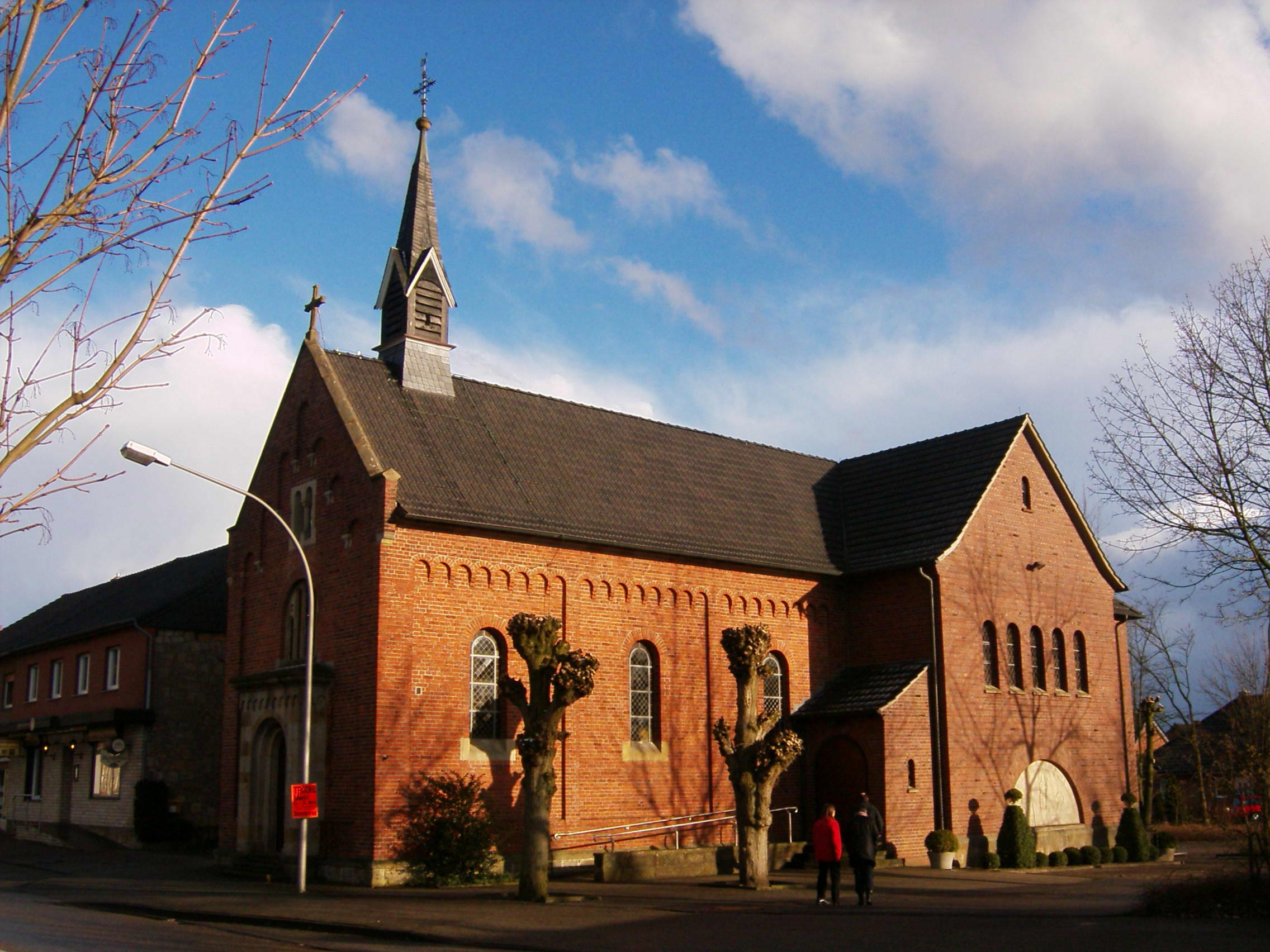
Kapel te Birgte (1906)
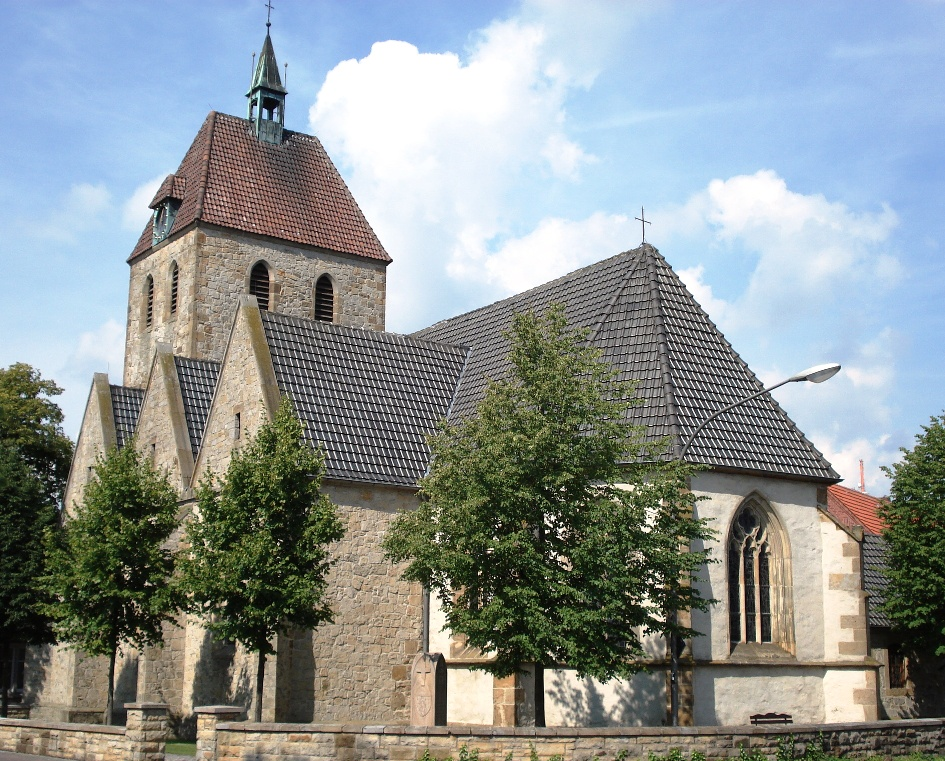
St. Annakerk, Dreierwalde (1947; een klein deel dateert uit 1509)

- In Bevergern vindt een ommegang plaats op Goede Vrijdag. Daarbij worden o.a. replica's van de lijdenswerktuigen rondgedragen en liederen uit de 18e eeuw gezongen, die elders uit het gebruik binnen de Rooms-Katholieke Kerk zijn verdwenen.
- De in classicistische stijl in 1807-1809 gebouwde St.-Calixtuskerk te Riesenbeck heeft historische betekenis vanwege het daar aanwezige epitaaf gewijd aan Reinhild van Riesenbeck, aan wie volgens een legende de stichting van deze kerk in de 13e eeuw wordt toegeschreven.
- In de streek rondom het sterk rooms-katholiek georiënteerde Bevergern en Hörstel staan diverse wegkruisen en -kapellen. Veel hiervan staan op de gemeentelijke monumentenlijst.

## Overige bezienswaardigheden; toerisme
- Ten oosten van Hörstel staat het eeuwenoude klooster Gravenhorst. Het was oorspronkelijk (in de 13e eeuw) een cisterciënzer nonnenklooster, dat tot 1811 als zodanig bleef bestaan. De van rond 1300 daterende kloosterkerk is behouden gebleven, evenals de 17e-/19e-eeuwse bij het klooster horende watermolen. De wetenschappelijk niet onbelangrijke en waardevolle collectie religieuze boeken uit de 12e-17e eeuw is ook bewaard gebleven. De gebouwen, die in de woelige 17e eeuw diverse keren werden geplunderd en in brand gestoken, dateren in hun huidige vorm van het begin van de 19e eeuw. In 1999 werd met een restauratie begonnen. Het kloostercomplex is thans een opleidings-, atelier-, workshop-  en expositiegebouw voor talentvolle jonge musici en kunstenaars in de regio. Ook kan men er geschiedenisonderwijs volgen.
- Van bovengenoemd klooster leidt een fraai, 4 km lang wandelpad, het Nonnenpättken, via bruggen over zowel het MLK als het DEK langs een fraai gezicht op de heuvels naar Bevergern. Daar had het klooster in 1643 een groot woonhuis, de Klosterhof, als refugiehuis aangekocht; vaak moesten de zusters er in de 17e eeuw hun toevlucht zoeken. In 1669 werd de Klosterhof door nieuwbouw vervangen. Dit huis is bewaard gebleven en huisvest een horecagelegenheid.
- Kasteel Surenburg bij Riesenbeck (bewoond door het uit Roermond stammende adellijke geslacht Heereman van Zuydtwyck, niet te bezichtigen) is gelegen in een fraai parklandschap ten westen van het dorp. Helaas is ook het fraaie kasteelpark niet voor publiek opengesteld. De directe omgeving van dit kasteel is bekend als locatie van paardensportevenementen, met name in de mensport. Vaak worden de Duitse nationale kampioenschappen, maar ook wel eens Europese of wereldkampioenschappen in de mensport hier gehouden.
- Wandelen in het Teutoburgerwoud en naar het Nasse Dreieck;  bij dit kanalenknooppunt is een zgn. Red Box ingericht met informatie over de kanalen. De Red Box is ook een overdekte picknickplaats. Op 116 m hoogte, langs de meerdaagse wandelroute Hermannsweg, bevindt zich op Hörsteler grondgebied het uitzichtplatform Schöne Aussicht.
- Direct ten zuiden van de A30 ligt de 57 ha grote recreatieplas Torfmoorsee met strandfaciliteiten, camping, snackbar etc.. Rondom en in de plas wordt jaarlijks een internationale triatlon gehouden. Op de plas is het varen met kleine zeilboten en het windsurfen toegestaan.
- Streekmuseum in Haus Hilckman en de twee aangrenzende vakwerkhuisjes te Bevergern

## Afbeeldingen

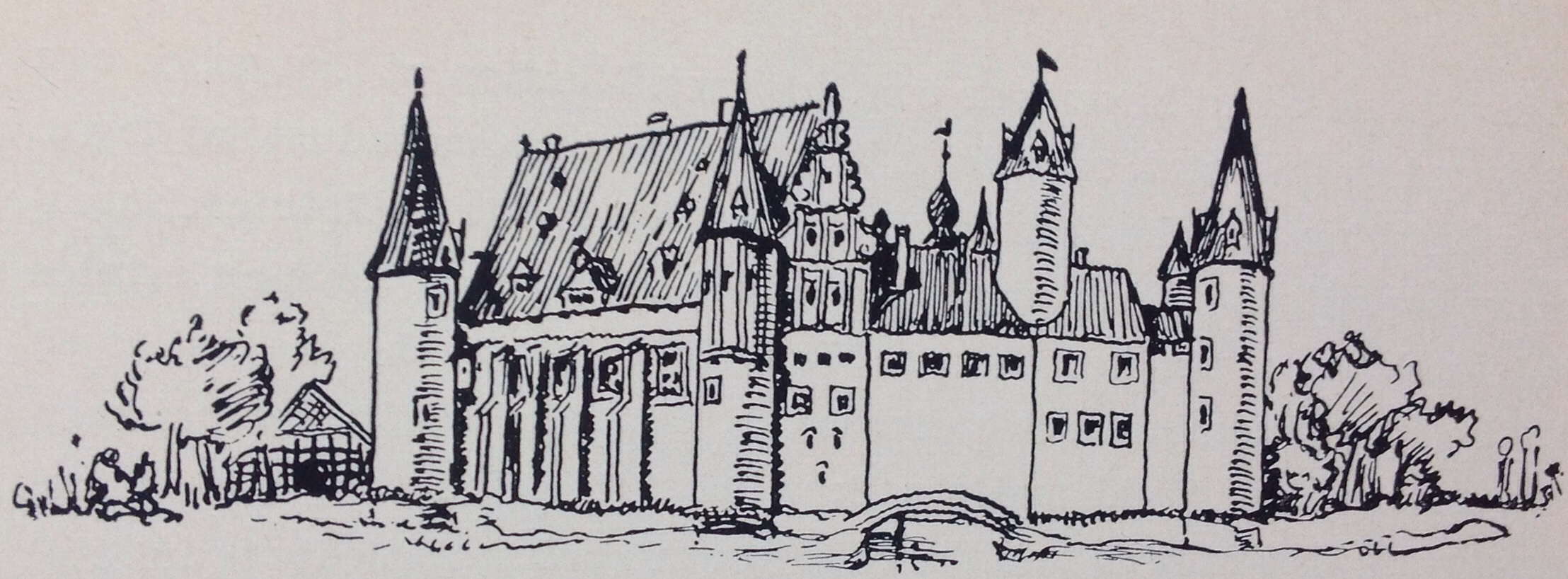
Tekening van kasteel Bevergern (17e eeuw)
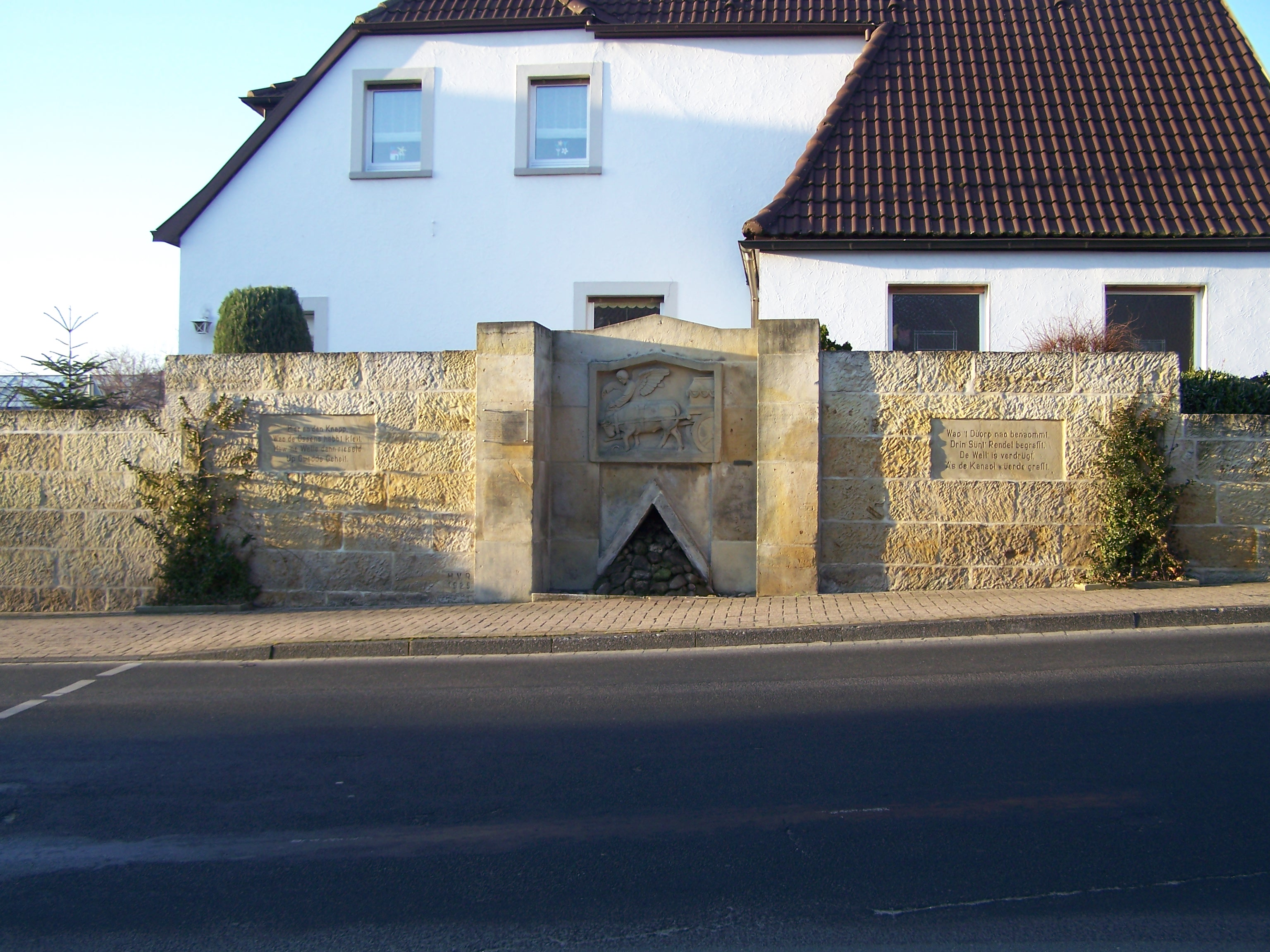
Riesenbeck, Ossenlock-monument
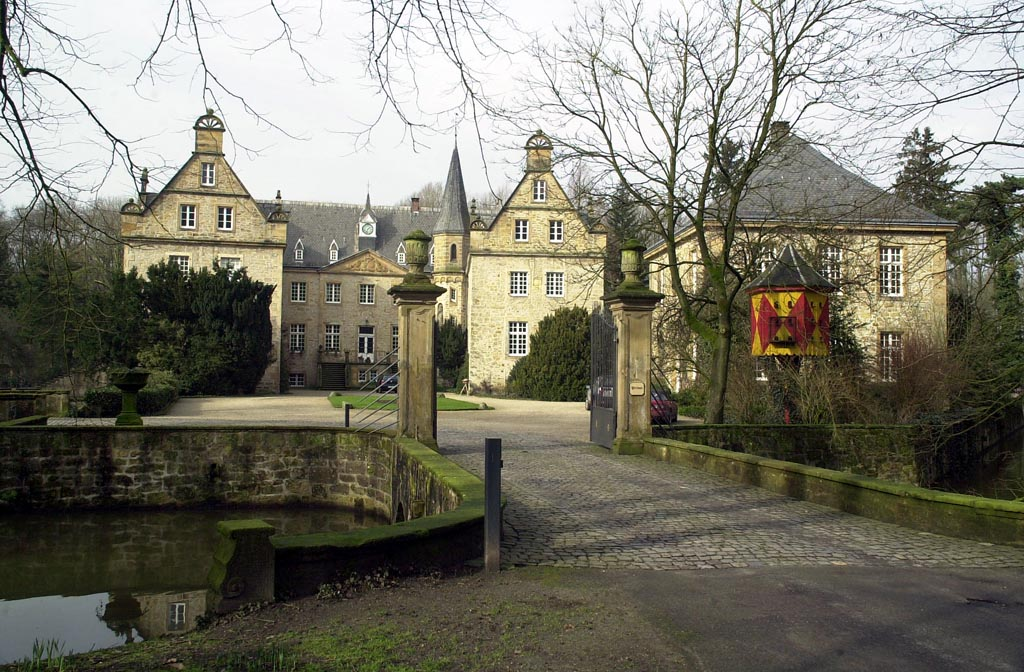
Kasteel Surenburg bij Riesenbeck (bewoond, niet te bezichtigen)
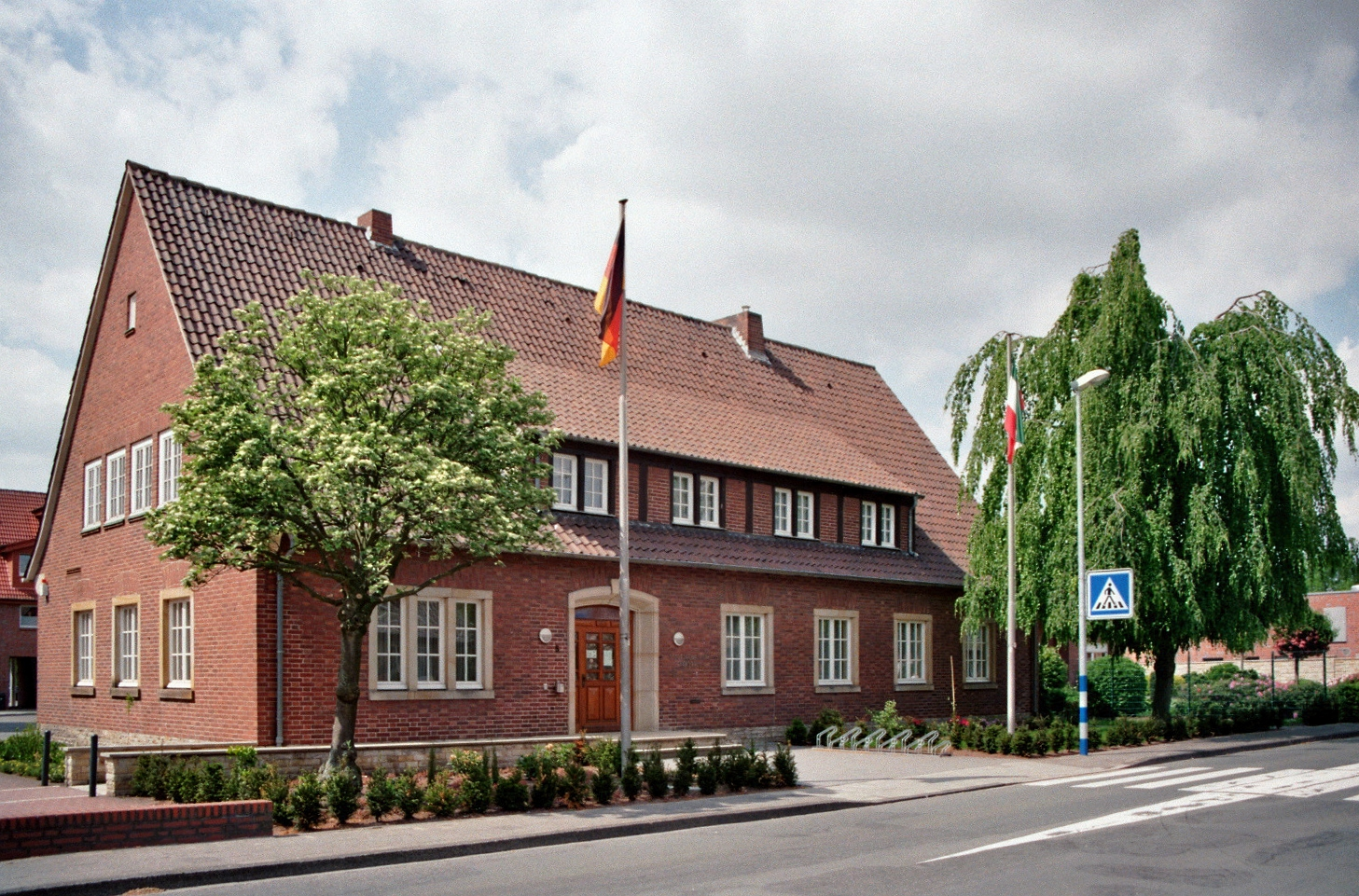
Gemeentehuis, Hörstel
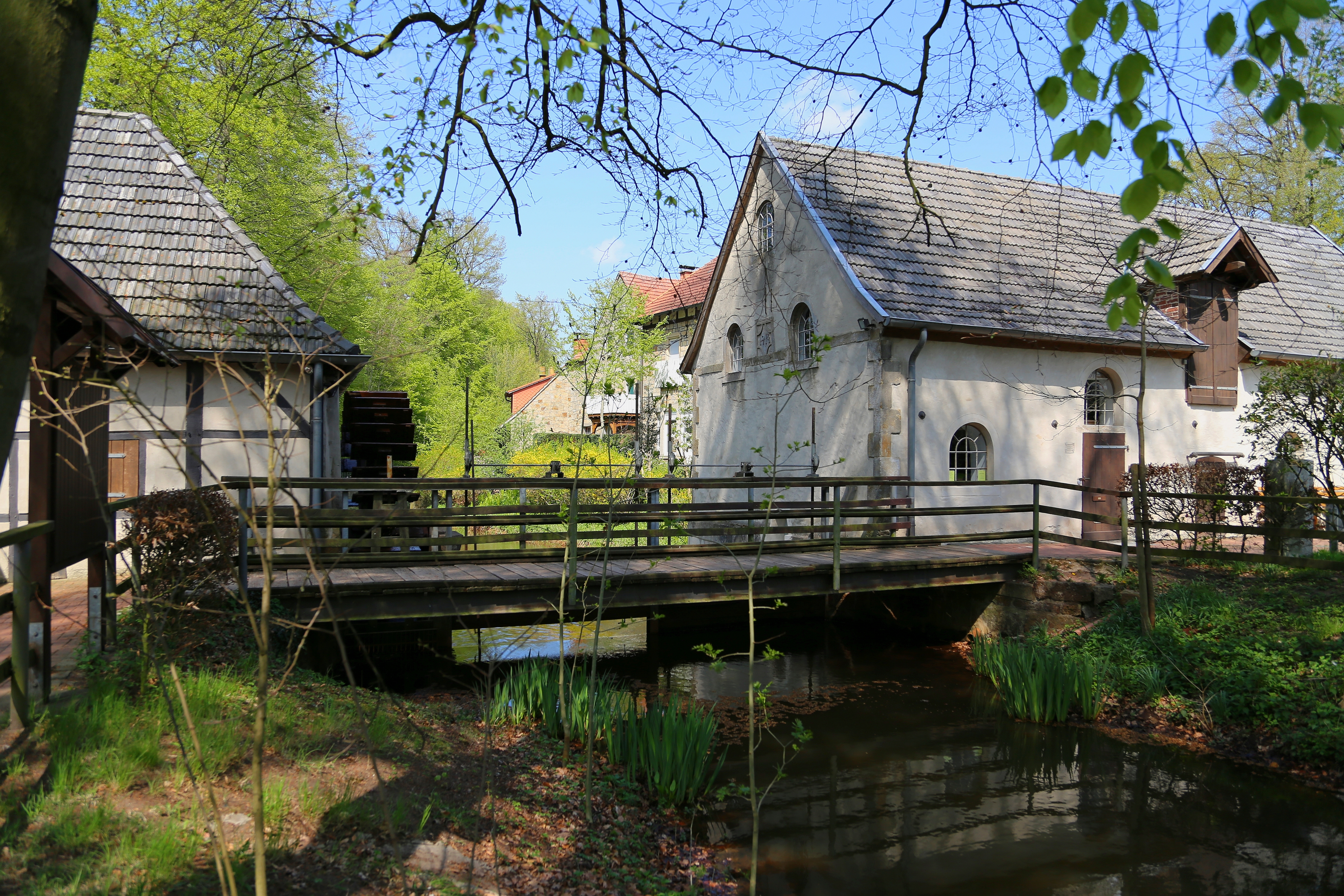
Watermolen Knollmann (1796), Hörstel
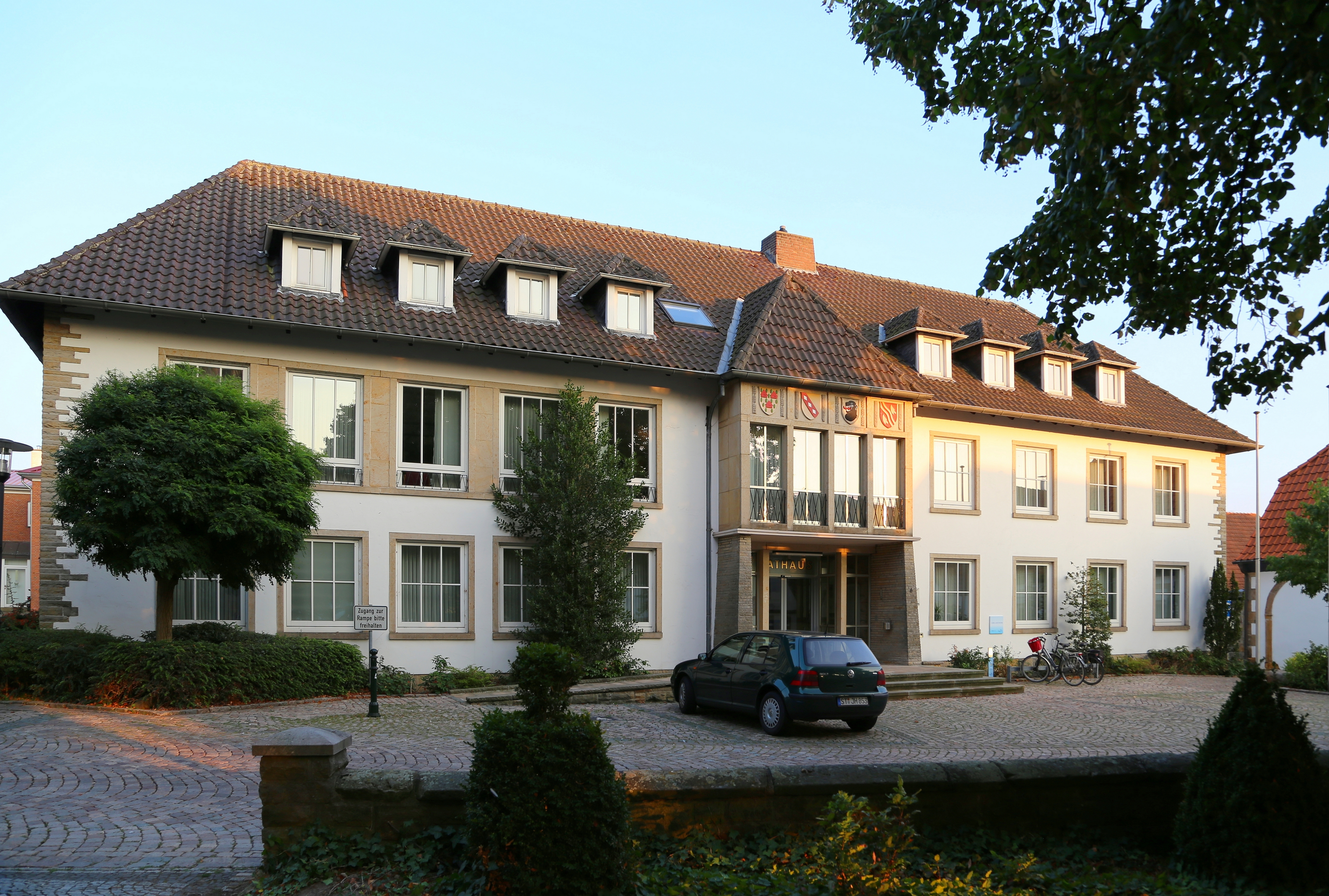
Gemeentehuis, Riesenbeck
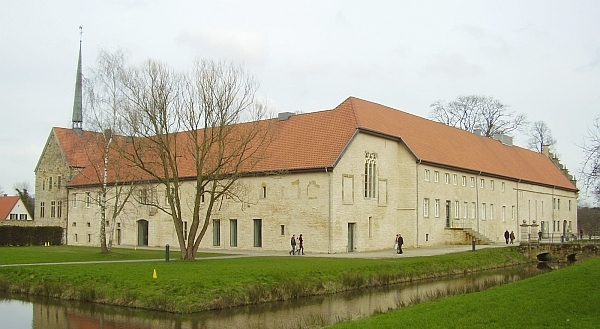
Klooster Gravenhorst
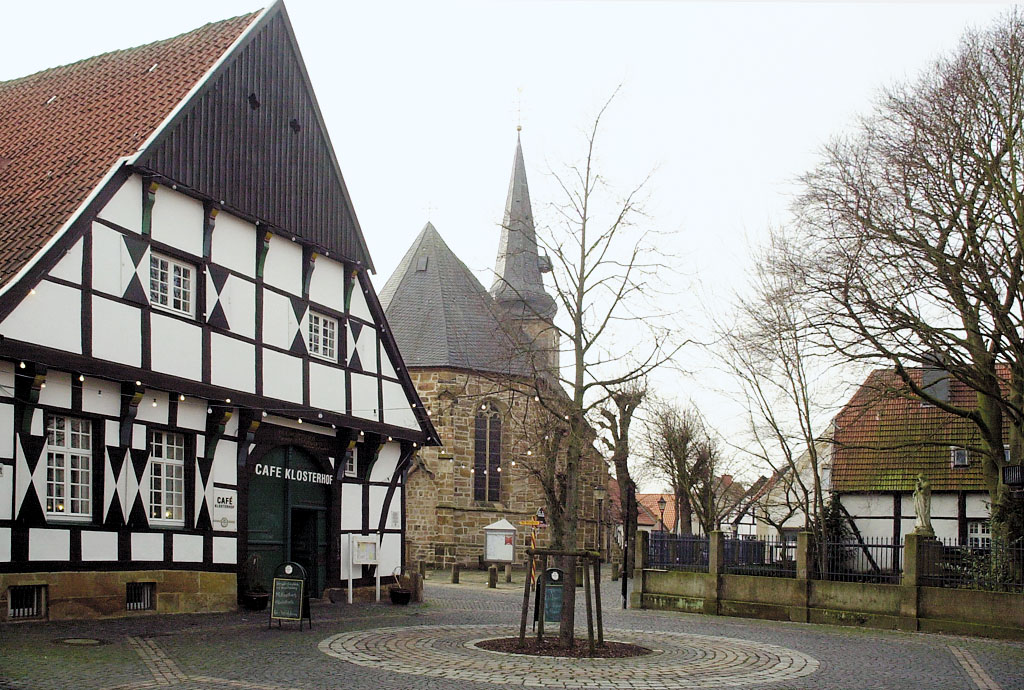
Centrum Bevergern
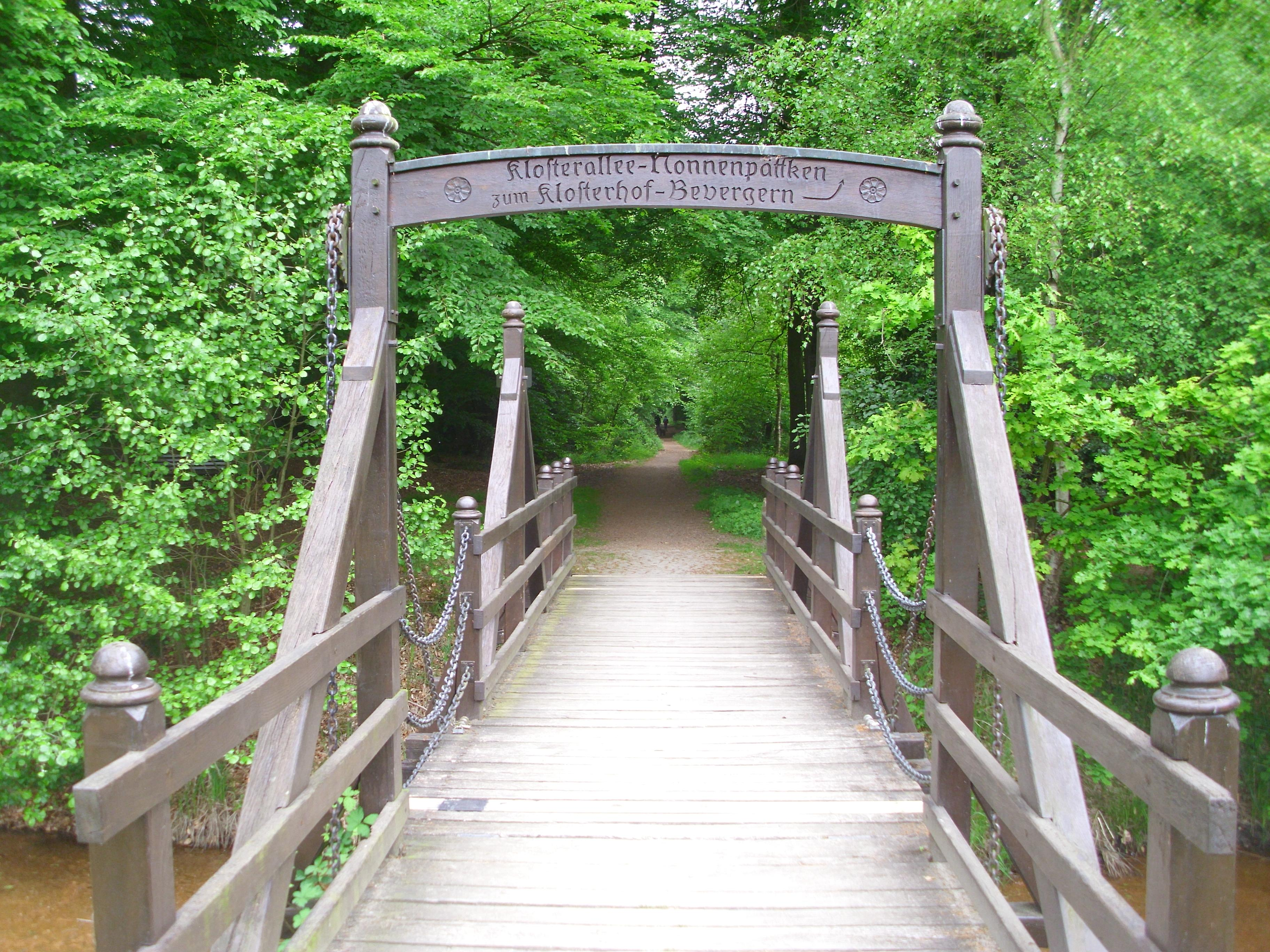
Begin van het Nonnenpättken
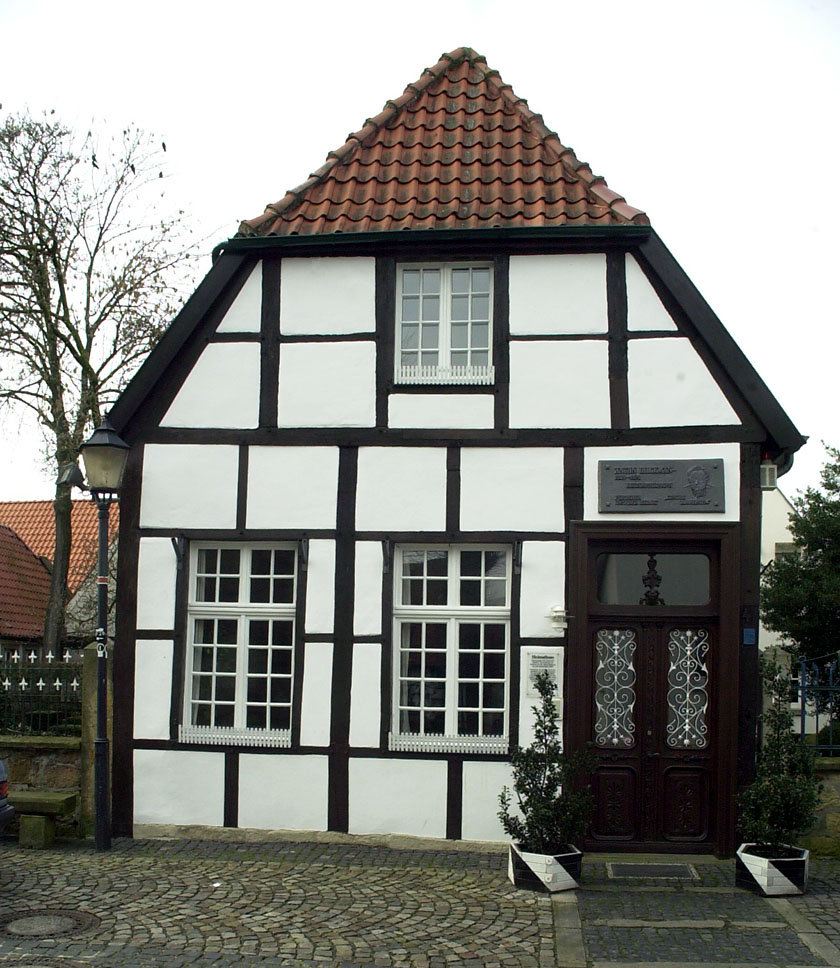
Bevergern, Haus Hilckman (oudheidkamer)
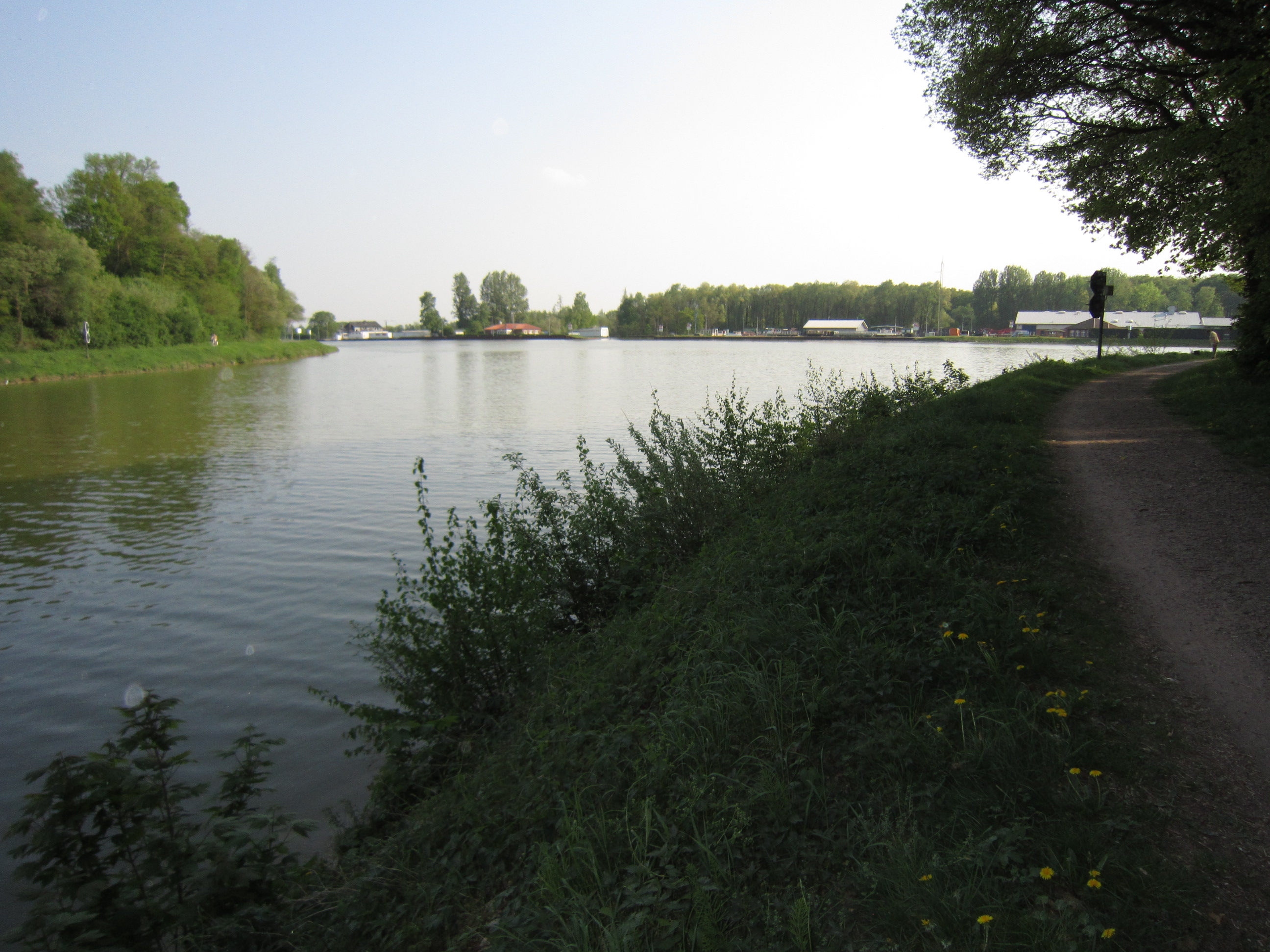
Nasses Dreieck
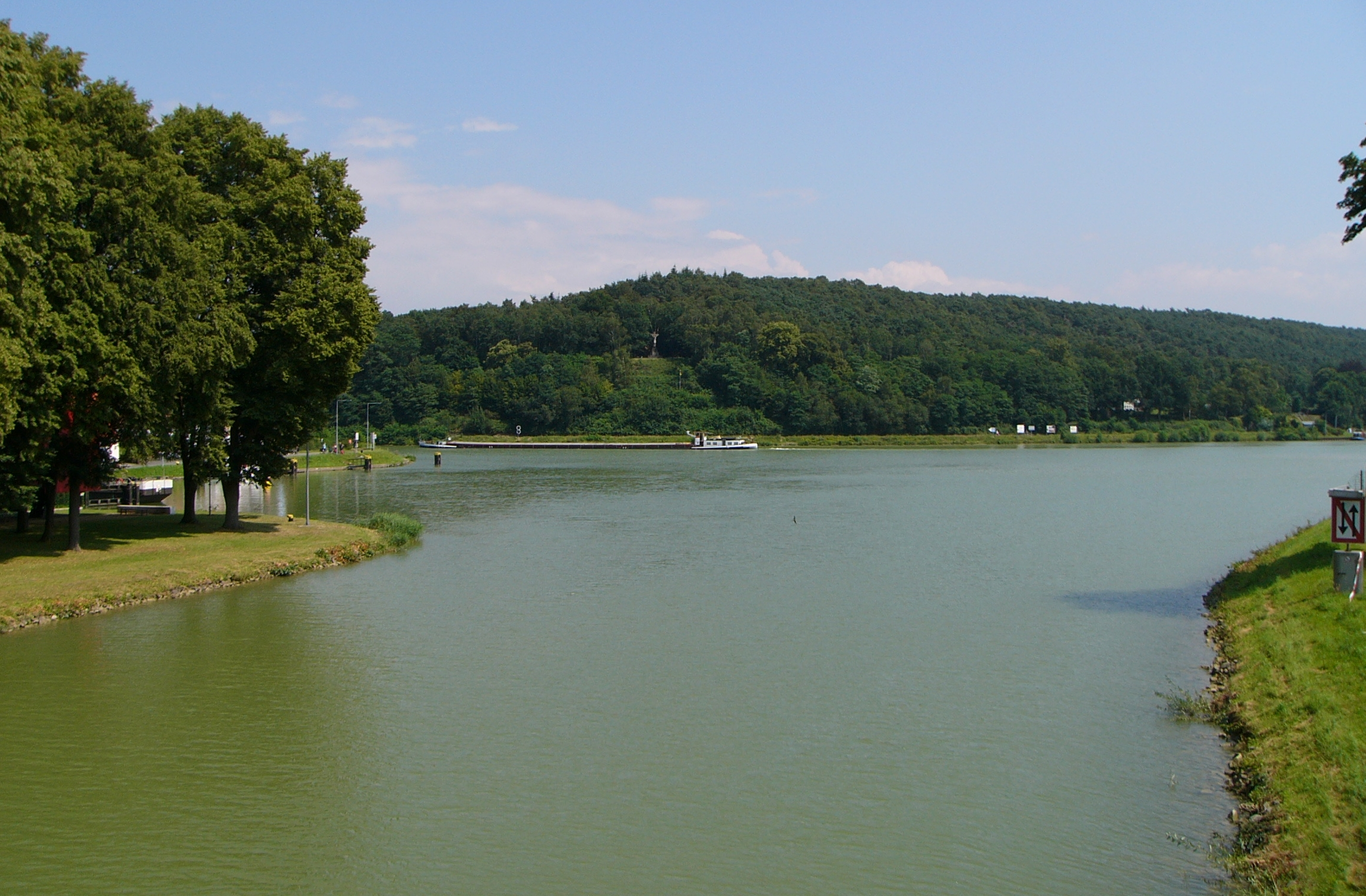
Gezicht van het Nasse Dreieck op de Bergeshöveder Berg in het Teutoburger Woud
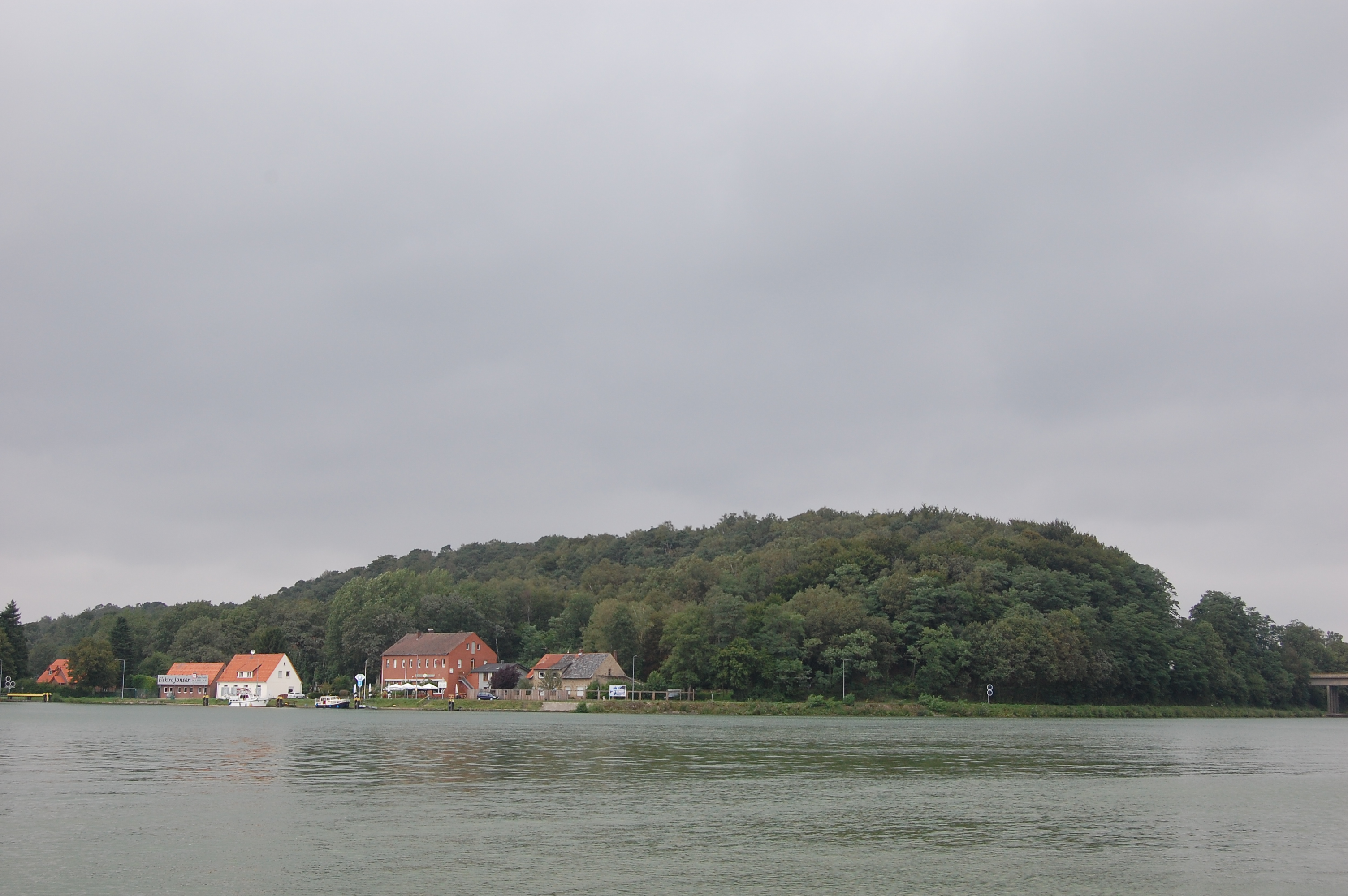
Gezicht van het Nasse Dreieck op de Huckberg, de westelijkste uitloper van het  Teutoburger Woud
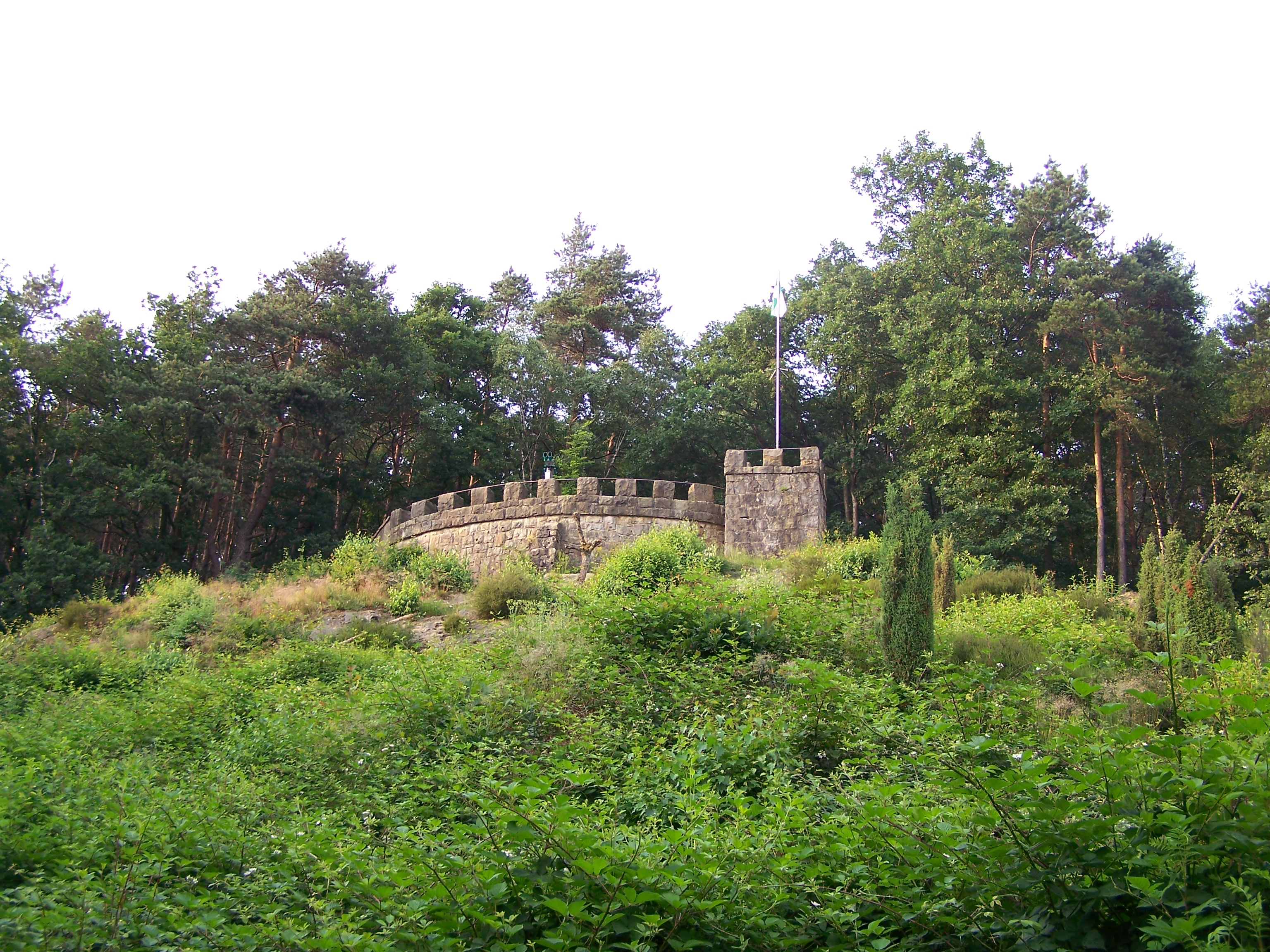
Riesenbecker Berg Schöne Aussicht
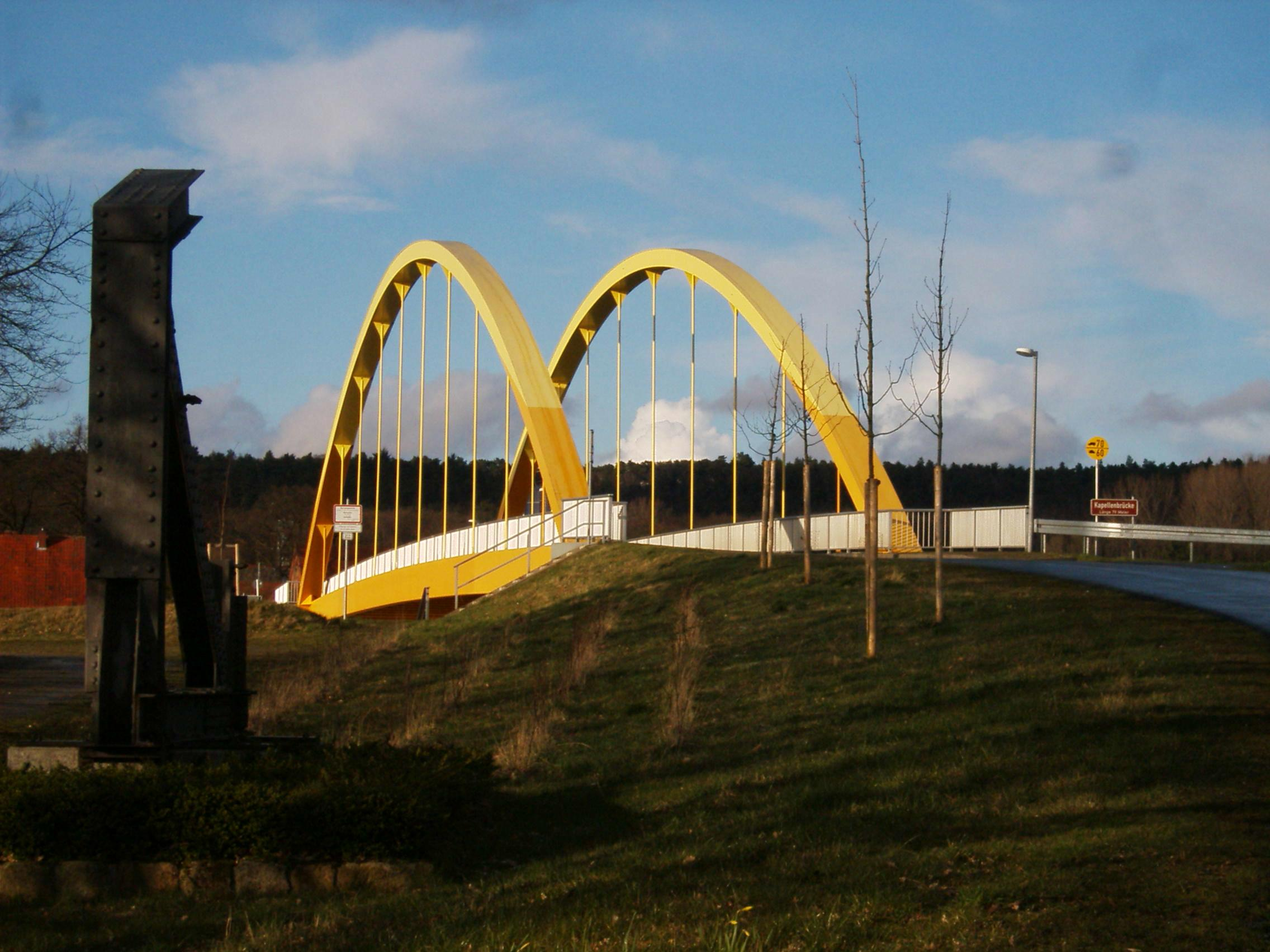
Birgte, brug over het DEK

## Stedenband
- Dalfsen ( Nederland)
- Waltham Abbey ( Verenigd Koninkrijk)
- Molėtai ( Litouwen)
- Met de plaats Lunzenau bestaat sinds de opheffing van de DDR een iets minder intensieve samenwerking, genaamd stadsvriendschap.

## Belangrijke personen in relatie tot de gemeente

### Geboren
- Georg Hermes (Dreierwalde, 22 april 1775 – Bonn, 26 mei 1831), Duits rooms-katholiek theoloog
- Aloys Heuvers (* 15 december 1888 in Dreierwalde; † 1 juni 1967 in Recke-Steinbeck) machinebouwkundig ingenieur; uitvinder van een procédé om van staal kerkklokken en soortgelijke voorwerpen te maken. Volgens zijn procédé is kort na de Tweede Wereldoorlog o.a. een kerkklok in Hiroshima, Japan en een klok in de Sint-Paulskerk (Frankfurt am Main) gemaakt.
- Viktor Lutze (Bevergern (Hörstel), 28 december 1890 - bij Potsdam, 3 mei 1943), Duits nazi, opvolger van Ernst Röhm bij de SA. Lutze liet Bevergern een landhuis na (Villa Lutze), dat als hotel in gebruik is.
- Anton Joseph Maria Hilckman (* 4 maart 1900 in Bevergern; † 25 januari 1970 in Mainz) etnograaf, was na de oorlog een pionier van en professor in de vergelijkende cultuurwetenschap te Mainz; hij was tegenstander van het nazisme en heeft een gevangenschap in o.a. concentratiekamp Sachsenhausen en concentratiekamp Buchenwald overleefd. Hij liet zijn geboortehuis na aan Bevergern, waar er overeenkomstig zijn wens een streekmuseum werd ingericht.
- Siegfried  Schoppe (* 25 april 1944 in Hörstel) econoom en historicus

### Overigen
- Ludger Beerbaum (Detmold, 26 augustus 1963), Duits springruiter, inwoner van Riesenbeck